# Liste der Monuments historiques in Maisons-Laffitte
Die Liste der Monuments historiques in Maisons-Laffitte führt die Monuments historiques in der französischen Gemeinde Maisons-Laffitte auf.

## Liste der Bauwerke
| Bezeichnung                                    | Beschreibung | Standort                                                                             | Kennzeichnung | Schutzstatus   | Datum          | Bild           |
| ---------------------------------------------- | ------------ | ------------------------------------------------------------------------------------ | ------------- | -------------- | -------------- | -------------- |
| Haus                                           |              | 39, avenue Albine (Lage)                                                             | PA00087798    | Inscrit        | 1992           | weitere Bilder |
| Brunnen                                        |              | 6, place de la Vieille-Église (Lage)                                                 | PA00087495    | Inscrit        | 1933           | weitere Bilder |
| Les Caves du Nord                              |              | Avenue Albine (Lage)                                                                 | PA00087494    | Classé         | 1981           | weitere Bilder |
| Gebäude                                        |              | 36bis, rue de la Muette (Lage)                                                       | PA00087497    | Inscrit        | 1980           | weitere Bilder |
| Hôtel Royal                                    | Erbaut 1910  | 1, avenue Louvois Avenue Henry Marcel (Lage)                                         | PA00087496    | Classé         | 1930           | weitere Bilder |
| Hydraulische Maschine und Aquädukt             |              | 15, rue de Paris (Lage)                                                              | PA00087498    | Classé Inscrit | 1974           |                |
| Maison Doulton                                 | Erbaut 1878  | 30, avenue Pascal (Lage)                                                             | PA78000033    | Inscrit        | 2012           |                |
| Pavillon                                       |              | 21bis, avenue Églé (Lage)                                                            | PA00087502    | Inscrit        | 1933           |                |
| Pavillon                                       |              | 24, avenue Églé (Lage)                                                               | PA00087503    | Inscrit        | 1933           | weitere Bilder |
| Pavillon                                       |              | 2, rue de la Muette (Lage)                                                           | PA00087504    | Inscrit        | 1933           | weitere Bilder |
| Pavillon                                       |              | 72, rue de Paris (Lage)                                                              | PA00087505    | Inscrit        | 1933           | weitere Bilder |
| Wachpavillon                                   |              | 2, avenue Bourdaloue (Lage)                                                          | PA00087501    | Classé         | 1974           | weitere Bilder |
| Propriété Juillard                             |              | 8, avenue de Wagram (Lage)                                                           | PA00087507    | Inscrit        | 1981           | weitere Bilder |
| Schloss Maisons-Laffitte                       |              | 2, avenue Carnot (Lage)                                                              | PA00087491    | Classé         | 1914           | weitere Bilder |
| Schloss Maisons-Laffitte unmittelbare Umgebung |              | (Lage)                                                                               | PA00087490    | Classé Inscrit | 1928 1929 1957 |                |
| Ställe des Schlosses                           |              | 2bis, avenue du Général-Leclerc (Lage)                                               | PA00087492    | Inscrit Classé | 1947 1980      | weitere Bilder |
| Umfassungsmauer des Schlosses                  |              | 3 bis 11, avenue du Général-Leclerc 11, rue des Graviers 11, avenue Eglé (Lage)      | PA00087499    | Inscrit        | 1987           | weitere Bilder |
| Stadtpark                                      |              | Avenue Eglé Avenue Albine Avenue du Général-Leclerc Place Wagram Place Marine (Lage) | PA00087500    | Inscrit        | 1963           | weitere Bilder |
| Tor                                            |              | 2, rue de la Muette 72, rue de Paris (Lage)                                          | PA00087506    | Inscrit        | 1933           | weitere Bilder |
| Alte Kirche dient heute als Kulturzentrum      |              | 6, place de la Vieille-Église (Lage)                                                 | PA00087493    | Classé         | 1972           | weitere Bilder |

## Liste der Objekte
- Monuments historiques (Objekte) in Maisons-Laffitte in der Base Palissy des französischen Kultusministeriums